# Zafrona somalica
Zafrona somalica là một loài ốc biển, là động vật thân mềm chân bụng sống ở biển trong họ Columbellidae.